# 恐怖在線 (電影)
《恐怖在線》（英語：Twilight Online）是香港懸疑恐怖片，導演杜玉貞，主演張兆輝、蔡瀚億、李梓宸、周俊偉、邵音音、Super Girls，於2014年9月4日在香港上映，2015年6月26日在內地上映。

## 故事簡介
神探古爺（張兆輝飾）和剛入組的年輕探員B仔（蔡瀚億飾）同赴友愛邨跳樓現場調查紅衣女鬼多次跳樓奇案，古爺等人以實地攝錄形式拍下鬧鬼真相，與此同時《恐怖在線》節目主持人潘紹聰帶同少女靈探隊晚上前赴十年前巴士墮下的汀九村追行靈探，少女隊員逐一遇上意外，古爺及B仔趕至，發現十年前巴士死者呂子妮（李梓宸飾）及友愛邨紅衣女鬼有著千絲萬縷關係......

## 劇情牽涉到的真實事件
雖然劇情與真實事件沒有直接關係，但是不少情節都是根據現實中發生過的事件加以改編。
- 2006年友愛邨紅衣女子跳樓事件
- 2003年屯門公路雙層巴士墮坡事故

## 演員表
| 演员               | 角色        | 备注 |
| 張兆輝             | 古爺        | 重案組總督察、呂子妮之表哥 因B仔死時滴下的血而開始有陰陽眼                                                                     |
| 蔡瀚億             | 陳家樂      | B仔，警察 一年前殉職，之後以鬼魂形態協助古爺                                                                                   |
| 李梓宸             | 呂子妮      | 巴士墮下汀九村女死者、中學教師、古爺之表妹、勞健邦之女友 友愛邨的遊魂野鬼，但實為保護勞健邦而不願投胎                          |
| 李梓宸             | 茉莉        | 跟呂子妮的樣子一模一樣，聲稱自己住在汀九路318號                                                                                |
| 周俊偉             | 勞健邦      | 邦Sir、中學的化學教師 呂子妮男朋友，亦是王嘉敏Wendy和陳小曼的暗戀對象                                                          |
| 潘紹聰             | 潘紹聰      | 電台節目「恐怖在線」主持人 |
| 趙慧珊@Super Girls | 王嘉敏Wendy | 靈探學生、水鬼 患有情緒病，喜歡勞健邦，於沙灘跳海自殺身亡，死後纏繞勞健邦                                                      |
| 陳穎欣@Super Girls | 張嘉儀Kitty | 擁有陰陽眼、靈探學生 |
| 蔡明芳@Super Girls | 高美美Carol | 靈探學生 |
| 許雅婷             | 陸思思Amy   | 靈探學生，勾引勞健邦，被小玉裝扮女鬼而嚇到逃走，逃走時不小心滾下山，並意外撞到大石導致頭部失血過多而死亡。間接被細佬和小玉害死 |
| 邵音音             | 三姐        | 法科師傅 |
| 廖子妤             | 陳小曼      | 喜歡勞健邦，患有情緒病，於十年前在學校天台跳樓自殺身亡                                                                         |
| 周家怡             |             | 警方心理醫生 |
| 龔慈恩             |             | 王嘉敏Wendy母親 |
| 陳志健             | 細佬        | 間接害死陸思思 |
| 林芊妤             | 小玉        | 因裝扮女鬼而間接害死陸思思 |
| 吳佩孚             | 吳佩孚      | 「車公古廟神功玄學會」會長 玄學學家                                                                                            |
| 鄭世豪             |             | 重案組警員 |
| 陳偉洪             |             | 重案組警員 |

## 電影歌曲
- 『守衛兵 Servant of Love』（"恐怖在線"主題曲）[1]
  - 作詞：Ching Wu @ ZOOOOOM　Rap 詞：姜麗文　作曲╱監製：J. Lee for Sublimeismusic
  - 編曲：J. Lee for Sublimeismusic、Dixon Lo for Sublimeismusic
  - 混音：Stephen Lim @ Tonedeaf Productions
  - 主唱：Super Girls

## 獎項及提名
| 獎項      | 類別                                  | 名字         | 結果 |
| --------- | ------------------------------------- | ------------ | ---- |
| IndieFest | Award of Excellence - film feature    | 《恐怖在線》 | 獲獎 |
| IndieFest | Award of Excellence - leading actor   | 張兆輝       | 獲獎 |
| IndieFest | Award of Excellence - leading actress | 李梓宸       | 獲獎 |